# Afrothismia gesnerioides
Afrothismia gesnerioides är en enhjärtbladig växtart som beskrevs av Hillegonda Maas. Afrothismia gesnerioides ingår i släktet Afrothismia och familjen Burmanniaceae.
Artens utbredningsområde är Kamerun. Inga underarter finns listade i Catalogue of Life.